# Danais baronii
Danais baronii är en måreväxtart som beskrevs av Anne-Marie Homolle. Danais baronii ingår i släktet Danais och familjen måreväxter. Inga underarter finns listade i Catalogue of Life.